# David Lee Roth
David Lee Roth (n. 10 octombrie 1954, Bloomington, Indiana, SUA) este un muzician, vocalist și compozitor american, cunoscut mai ales ca vocalist al formației Van Halen, dar și ca vocalist al propriului său proiect solo The David Lee Roth Band.